# 데이비드 패터슨 (컴퓨터 과학자)

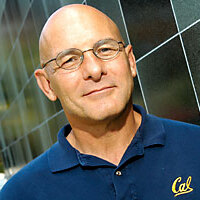

데이비드 패터슨(David Patterson), 본명 데이비드 앤드류 패터슨(David Andrew Patterson, 1947년 11월 16일 ~)은 미국의 컴퓨터 과학자이자 학자로, 1976년부터 캘리포니아 대학교 버클리에서 컴퓨터 과학 교수로 재직해 왔다. 그는 컴퓨터 분야의 선구자이다. 약 40년간 재직한 후 2016년 은퇴를 선언했으며, 구글에서 뛰어난 소프트웨어 엔지니어로 활동했다. 현재 그는 RISC-V 재단 이사회 부의장이며, UC 버클리의 컴퓨터 과학 명예 교수인 파디 석좌교수이다.
패터슨은 RISC(축소 명령어 집합 컴퓨터) 설계에 선구적인 공헌을 한 것으로 유명하며, RISC라는 용어를 만들어냈고 버클리 RISC 프로젝트를 이끌었다. 2018년 기준으로 모든 신규 칩의 99%가 RISC 아키텍처를 사용한다. 그는 또한 랜디 카츠와 함께 RAID(저비용 디스크 중복 배열) 스토리지 연구를 주도한 것으로도 유명하다.
존 L. 헤네시와 공동 집필한 그의 컴퓨터 구조 관련 저서들은 컴퓨터 과학 교육 분야에서 널리 활용되고 있다. 헤네시와 패터슨은 RISC 개발 공로로 2017년 튜링상을 수상했다.